# Протактинијум
Протактинијум (Pa, лат. protactinium) је хемијски елемент из групе актиноида са атомским бројем 91. Име је добио склапањем две латинске речи prot и actinium, које заједно означавају претходника актинијума.
Он је тешки, сребрнасто-сиви метал који лако реагује са кисеоником, воденом паром и неорганским киселинама. Гради разна хемијска једињења у којима је протактинијум обично присутан у оксидационом стању +5, али такође може градити једињења и у стањима +4, па чак и +3 или +2. Просечна концентрација протактинијума у Земљиној кори је отприлике реда неколико делова на билион, али може достизати и до неколико  у неким депозитима руде уранинита. Због своје реткости, велике радиоактивности и отровности, данас не постоји ниједан значајнији вид употребе протактинијума изван научних истраживања, а у ове сврхе он се претежно издваја из потрошеног нуклеарног горива.
Научници који су први идентификовали овај елемент 1913. били су Касимир Фајанс и Освалд Хелмут Геринг, те му дали име бревијум, због врло кратког времена полураспада специфичног изотопа који су проучавали, протактинијума-234. Много стабилнији изотоп (231Pa) пронашли су Ото Хан и Лиза Мајтнер 1918. и одабрали су име „прото-актинијум”, али је IUPAC много касније, 1949. променио назив у данашњи, те потврдио открића Хана и Мајтнера. Име елемента дословно значи „родитељ (претходник) актинијума”, рефлектирајући чињеницу да је актинијум производ радиоактивног распада протактинијума. Такође је забележено да се откриће протактинијума приписује Џону Арнолду Кранстону (који је радио заједно са Фредериком Содијем и Адом Хичинс), откривши 1915. најстабилнији изотоп елемента али своје откриће нису одмах објавили јер је Кранстон мобилизован за учешће у Првом светском рату.

## Историја
Године 1871. Мендељејев је предвидео постојање неког хемијског елемента између торијума и уранијума. У то време није била позната група елемената актиноида у периодном систему. Стога, уранијум је био постављен испод волфрама у групу VI, а торијум се налазио испод цирконијума у групи IV, остављајући празно место испод тантала у групи V, а све до 1950-их, периодни систем елемената је објављиван према оваквој структури. Друго времена, хемичари су тражили претпостављени елемент ека-тантал за којег се мислило да има сличне хемијске особине танталу, што је откриће протактинијума учинило готово немогућим. Касније се испоставило да је танталов тежи аналог заправо трансуранијски елемент дубнијум.
Године 1900. Вилијам Крукс је издвојио протактинијум у виду изузетно радиоактивног материјала из узорка уранијума. Међутим, тај „материјал” није идентификовао као нови хемијски елемент те му је дао име уранијум-x (UX). Крукс је растворио уранијум нитрат у етру, где је остатак у воденој фази садржавао углавном изотопе 234
90 и 234
91Pa. Његова метода за изоловање изотопа 234
90 и 234
91Pa из једињења уранијум била је у примени све до 1950-их. Први који су идентификовали протактинијум као нови елемент 1913. били су Касимир Фајанс и Освалд Хелмутх Геринг, откривши изотоп 234Pa током истраживања ланца распада уранијума-238: 238
92 → 234
90 → 234
91 → 234
92U. Новом елементу дали су име бревијум (од латинске речи brevis, „кратак”), јер је 234
91Pa имао врло кратко време полураспада од 6,7 сати. Током 1917/18. две групе научника: Ото Хан и Лиза Мајтнер из Немачке те Фредерик Соди и Џон Кранстон из Уједињеног Краљевства, независно једна од друге, открили су други изотоп протактинијума, 231Pa, који је имао знатно дуже време полураспада од око 32 хиљаде година. Због тога је назив бревијум промењен у протоактинијум, пошто је нови елемент представљао део ланца распада уранијума-235 а налазио се пре актинијума (од грч. πρῶτος = protos, први, раније, пре). Ради лакшег изговора, IUPAC је 1949. године скратио назив на данашњу варијанту. Открићем протактинијума попуњена је једна од последњих „рупа” из првих верзија периодног система које је саставио Мендељејев 1869.
Аристид фон Грос је успео да 1927. добије два милиграма , а 1934. је био први научник који је изолирао елементарни протактинијум у количини од 0,1 милиграм из . Користио је две различите процедуре: прву, где је протактинијум-оксид озрачио електронима енергије 35 keV у вакууму. Друга метода, позната под називом ван Аркел-де Боров експеримент, где се оксид хемијски преводи у халиде (хлориде, бромиде или јодиде) а након тога се редукује у вакууму помоћу металног филамента загрејаног електричним путем:
Године 1961. Департман за атомску енергију Уједињеног Краљевства (UKAEA) произвео је 125 грама 99,9% чистог протактинијума прерадом око 60 тона употребљеног нуклеарног материјала помоћу дванаестофазног процеса, за шта је требало око 500 хиљада УС$. Дуги низ година, ово је била једина значајнија залиха протактинијума на свету, из које су испоручиване мале количине разним лабораторијама за научна истраживања. Данас Национална лабораторија Оук Риџ у САД производи протактинијум по цени од око 280 УС$ по граму.

## Особине
У периодном систему, протактинијум са редним бројем 91 налази се у серији актиноида, његов претходник је торијум, а након њега следи уранијум. Његов аналог у серији лантаноида је празеодијум.

### Физичке
Протактинијум је сребрено-метални елемент, који показује особине суперпроводљивости на температурама испод 1,4 K (274,53 °C).
На собној температури, протактинијум се кристализује у просторно-центрирану тетрагоналну структуру која би се могла описати као искварена просторно-центрирана кубна решетка. Ова структура се не мења након примене притиска до 53 GPa. Међутим, структура се мења у равански-центрирану кубну (fcc) након хлађења, пошто је претходно загрејавана до око 1200 °C. Коефицијент топлотне експанзије у тетрагоналној фази између собне температуре и 700 °C износи 9,9×10-6/°C. Ovaj element je paramagnetičan i ne pokazuje nikakve magnetne tranzicije pri bilo kojoj temperaturi. Протактинијум-тетрахлорид је парамагнетичан при собној температури али постаје феромагнетичан ако се охлади до 182 K.

### Хемијске
Протактинијум се углавном налази у два оксидациона стања, +4 и +5, како у чврстом стању тако и у растворима.

### Изотопи
До данас је откривено 29 радиоизотопа протактинијума, међу којим је најстабилнији 231 са временом полураспада до 32.760 година, затим следи 233Pa са 27 дана те изотоп 230 са временом полураспада од 17,4 дана. Сви остали изотопи имају времена полураспада краћа од 1,6 дана, а већина од њих распада се за краће од 1,8 секунде. Протактинијум такође има и два нуклеарна изомера,  (време полураспада 1,2 милисекунде) и  (1,17 минута).
Основни начин распада изотопа протактинијума лакших од његовог најстабилнијег изотопа 231 (укључујући и њега) односно од 232 до 240Pa јесте алфа распад, док је основни распад за теже изотопе (тј. од 232 до 240Pa) је бета распад. Основни производ распада лакших изотопа од 231 (укључујући и њега) су изотопи актинијума, док су основни производ распада тежих изотопа изотопи уранијума.